# Elecciones provinciales de Corrientes de 2025
Las elecciones generales de la provincia de Corrientes de 2025 tendrán lugar el domingo 31 de agosto del mencionado año con el objetivo de renovar los cargos de Gobernador y Vicegobernador por medio del sistema de segunda vuelta electoral, así como 15 de los 30 escaños de la Cámara de Diputados, y 5 de los 15 Senado Provincial, componiendo los poderes ejecutivo y legislativo de la provincia para el período 2025-2029. Se elegirán además cargos ejecutivos y legislativos de 74 municipios.

## Candidatos

### Vamos Corrientes
| Vamos Corrientes (cropped) |                                                                      |
| |                                                                      |
| Juan Pablo Valdés | Pedro Braillard Poccard                                              |
| para gobernador | para vicegobernador                                                  |
| {{{descripción}}} | {{{descripción}}}                                                    |
| Intendente de Ituzaingó (desde 2021) | Vicegobernador de la provincia de Corrientes (2009-2013, desde 2021) |
| Partidos en la alianza: - Unión Cívica Radical - Acción Popular de los Trabajadores - Acción por la República - Coalición Cívica ARI - Partido Autonomista - Ciudadanos Comprometidos - Compromiso Correntino - Partido Conservador Popular - Partido de la Concertación FORJA - Partido Demócrata Progresista - Encuentro Correligionario - Hacemos - Integración Correntina - Ladrilleros Unidos - Partido Liberal - Movimiento de Integración y Desarrollo - Partido Nuevo - Partido Popular Correntino - Propuesta Republicana - Revolución Ciudadana - Partido Socialista - Unión del Centro Democrático - Unión para el Desarrollo - Unión Popular Federal - Vamos Corrientes |                                                                      |

### Limpiar Corrientes
| |                                                |
| Martín Ascúa | César Lezcano                                  |
| Para gobernador | Para vicegobernador                            |
| {{{descripción}}} |                                                |
| Intendente de Paso de los Libres (desde 2017) | Diputado Provincial de Corrientes (desde 2023) |
| Partidos en la alianza: - Partido Justicialista - Partido de la Victoria - Partido del Trabajo y del Pueblo - Partido Demócrata Cristiano - Frente Renovador - Kolina - Partido Laborista Autónomo - Movimiento Integración Latinoamericana de Expresión Social por Tierra, Techo y Trabajo - Partido Renovador Federal |                                                |

### La Libertad Avanza
| |                                                                  |
| Lisandro Almirón | Evelyn Karsten                                                   |
| para gobernador | para vicegobernadora                                             |
| |                                                                  |
| Diputado Nacional por Corrientes (desde 2023) | Secretaria Parlamentaria de la Cámara de Diputados de Corrientes |
| Partidos en la alianza: - La Libertad Avanza - Encuentro Liberal - Partido Fe - Partido Federal - Unidos por Corrientes - Unión Celeste y Blanco |                                                                  |

### Encuentro por Corrientes
| |                                               |
| |                                               |
| Ricardo Colombi | Martín Barrionuevo                            |
| para gobernador | para vicegobernador                           |
| |                                               |
| Gobernador de Corrientes (2001-2005, 2009-2017) | Senador provincial de Corrientes (desde 2019) |
| Partidos en la alianza: - Acción por Corrientes - Partido Agrario y Social - Partido Cambio, Austeridad y Progreso - Partido Cambio Popular - Ciudadanos a Gobernar - Partido de la Cultura, la Educación y el Trabajo - Instrumento Electoral por la Unidad Popular - Movimiento Libres del Sur - Nuevo Encuentro por la Democracia y la Equidad - Nuevo País - Proyecto Corrientes - Proyecto Popular - Unión Correntina |                                               |

### Cambiá Corrientes
| Sonia López                                                        | Raúl Ricardo Dal Lago |
| ------------------------------------------------------------------ | --------------------- |
| para gobernadora                                                   | para vicegobernador   |
| {{{descripción}}}                                                  | {{{descripción}}}     |
|                                                                    |                       |
| Partidos en la alianza: - Partido Comunista - Convocatoria Popular |                       |

### Partido AHORA
| Ezequiel "Teke" Romero | Constanza Cassaro Quiñones |
| ---------------------- | -------------------------- |
| para gobernador        | para vicegobernadora       |
| {{{descripción}}}      | {{{descripción}}}          |
|                        |                            |
| Partido sin alianza    |                            |

## Encuestas
| Fecha                  | Encuestadora                                  | Muestra | Vamos Corrientes (cropped) | Logo Eco Argentina | Logo del Frente Union por la Patria |                  | Otros | Indecisos |
| Fecha                  | Encuestadora                                  | Muestra | Juan Pablo Valdés          | Ricardo Colombi    | Martin Ascúa                        | Lisandro Almirón | Otros | Indecisos |
| ---------------------- | --------------------------------------------- | ------- | -------------------------- | ------------------ | ----------------------------------- | ---------------- | ----- | --------- |
| Fecha                  | Encuestadora                                  | Muestra |                            |                    |                                     |                  | Otros | Indecisos |
| 14 de agosto de 2025   | Nordeste Marketing e Investigación de Mercado | 4.000   | 48                         | 22                 | 16                                  | 9                | -     | 10        |
| 11 de agosto de 2025   | Eje Consultora                                | 3.024   | 34                         | 13                 | 26                                  | 17               | -     | -         |
| 28 de julio de 2025    | Poliarquía Consultores                        | 2.000   | 43                         | 22                 | 17                                  | 3                | 1     | 14        |
| 13-27 de julio de 2025 | Integrarnos Consultora                        | 260     | 31,5                       | 24,2               | 8,1                                 | 8,1              | 4     | 14,5      |
| 2-8 de junio de 2025   | Isasi/Burdman                                 | 1.141   | 28,1                       | 19                 | 9,9                                 | 11,3             | -     | 31,7      |
| 16-30 de mayo de 2025  | Nordeste Marketing e Investigación de Mercado | 2.040   | 46,0                       | 20,5               | 12,2                                | 10,7             | -     | 10,30     |

## Resultados

### Gobernador
| Fórmula                | Fórmula                       | Partido/Alianza                | Partido/Alianza         | Partido/Alianza          | Votos | %   |
| Gobernador             | Vicegobernador                | Partido/Alianza                | Partido/Alianza         | Partido/Alianza          | Votos | %   |
| ---------------------- | ----------------------------- | ------------------------------ | ----------------------- | ------------------------ | ----- | --- |
| Juan Pablo Valdés      | Pedro Braillard Poccard       |                                |                         | Unión Cívica Radical     |       |     |
| Juan Pablo Valdés      | Pedro Braillard Poccard       | Total Vamos Corrientes         |                         |                          |       |     |
| Martin Ascúa           | César Daniel Lezcano          |                                |                         | Partido Justicialista    |       |     |
| Martin Ascúa           | César Daniel Lezcano          | Total Limpiar Corrientes       |                         |                          |       |     |
| Lisandro Almirón       | Evelyn Karsten                |                                |                         | La Libertad Avanza       |       |     |
| Lisandro Almirón       | Evelyn Karsten                | Total La Libertad Avanza       |                         |                          |       |     |
| Ricardo Colombi        | Martín Miguel Barrionuevo     |                                |                         | Encuentro por Corrientes |       |     |
| Ricardo Colombi        | Martín Miguel Barrionuevo     | Total Encuentro por Corrientes |                         |                          |       |     |
| Sonia Beatriz López    | Raúl Ricardo Dal Lago         |                                | Cambiá Corrientes       | Cambiá Corrientes        |       |     |
| Carlos Ezequiel Romero | Ana Constanza Casaro Quiñones |                                | Partido AHORA           | Partido AHORA            |       |     |
| Adriana Leila Vega     | Andrés Fabián Barboza         |                                | Partido de la Esperanza | Partido de la Esperanza  |       |     |
| Votos positivos        |                               |                                |                         |                          |       |     |
| Votos en blanco        |                               |                                |                         |                          |       |     |
| Votos nulos            |                               |                                |                         |                          |       |     |
| Participación          |                               |                                |                         |                          |       |     |
| Electores registrados  | Electores registrados         | Electores registrados          | Electores registrados   | Electores registrados    |       | 100 |
| Fuente:                |                               |                                |                         |                          |       |     |

### Cámara de Diputados
| ← 2023 · Cámara de Diputados · 2027 → | ← 2023 · Cámara de Diputados · 2027 → | ← 2023 · Cámara de Diputados · 2027 → | ← 2023 · Cámara de Diputados · 2027 → | ← 2023 · Cámara de Diputados · 2027 → | ← 2023 · Cámara de Diputados · 2027 → | ← 2023 · Cámara de Diputados · 2027 → |
| Partido/Alianza                       | Partido/Alianza                       | Partido/Alianza                       | Votos                                 | %                                     | Bancas                                | Candidatos |
| ------------------------------------- | ------------------------------------- | ------------------------------------- | ------------------------------------- | ------------------------------------- | ------------------------------------- | --- |
|                                       |                                       | Unión Cívica Radical                  |                                       |                                       |                                       | |
| Total Vamos Corrientes                | Total Vamos Corrientes                | Total Vamos Corrientes                |                                       |                                       | 0/15                                  | Ver candidatos: 1. Eduardo Tassano (UCR) 2. Jessica Natalia Romero (PLCo) 3. Mario Jacinto Branz (PaNu) 4. Sofía Brambilla (PRO) 5. Hugo Ricardo Calvano (CC-ARI) 6. Andrea María Giotta (UCR) 7. Edgar Victoriano Benítez (UPF) 8. Albana Virginia Rotella Cañete (PPCo) 9. Hugo Daniel Benítez (PJ) 10. Elvira Luisa Miranda (Hacemos) 11. Antonio Jorge Barros Perkins (MID) 12. Estela Carmen Godoy (ERF) 13. Néstor Horacio Frette (PCP) 14. Marta Itatí López (LU) 15. Luis Guillermo Sánchez (PL)                       |
|                                       |                                       | Partido Justicialista                 |                                       |                                       |                                       | |
| Total Limpiar Corrientes              | Total Limpiar Corrientes              | Total Limpiar Corrientes              |                                       |                                       | 0/15                                  | Ver candidatos: 1. Ana Claudia Almirón (PJ) 2. Juan de la Cruz Ojeda 3. María Sara Aparicio (FR) 4. Gonzalo Rubiola (PJ) 5. Carmen Salvadora Mambrín 6. Maximiliano Dacuy 7. Nancy Edith Coronel 8. Diego Daniel Ayala 9. Laura Paola Zacarías 10. Juan Manuel Cubilla Podesta 11. Milena Iara Camfreyra 12. Alfredo Antonio Gómez 13. Fabiana María Acevedo 14. Rufino Manuel Ovando 15. Maira Noemí González |
|                                       |                                       | La Libertad Avanza                    |                                       |                                       |                                       | |
| Total La Libertad Avanza              | Total La Libertad Avanza              | Total La Libertad Avanza              |                                       |                                       | 0/15                                  | Ver candidatos: 1. Ricardo Guillermo Leconte (h) (PLCo) 2. Marina Villafañe Valdiviezo (LLA) 3. David Oscar Moulin (LLA) 4. María del Carmen Pérez Duarte (ELI) 5. Guillermo Eduardo Harvey (PACo) 6. Lorena Claudia Raquel Rigoni (ELI) 7. Renzo Nahuel Báez Moreno (PF) 8. Carola Yanela Pérez (LLA) 9. Estanislao Arce (LLA) 10. Norma Beatriz Grimaldi 11. Valdemar Enrique Valtier (LLA) 12. Mónica Graciela Iturria Vallejos 13. Ramón Vallejos (ELI) 14. María Isabel Romero (ELI) 15. Evaristo Fernández Marecos (LLA) |
|                                       |                                       | Encuentro por Corrientes              |                                       |                                       |                                       | |
| Total Encuentro por Corrientes        | Total Encuentro por Corrientes        | Total Encuentro por Corrientes        |                                       |                                       | 0/15                                  | Ver candidatos: 1. Emiliano Fernández Recalde (PJ) 2. María Cecilia Gortari 3. José Antonio Cheme 4. Leandra Belén Gómez Jornara 5. Ángel Francisco Talero Podesta 6. Blancalia Beatriz Merlo 7. Juan Alejandro Rojas 8. Elena María Badaracco 9. Raúl Omar Darío Alfonzo 10. María Silvia Ramos 11. Julio César Acosta 12. Ramona Emilce Silvero 13. José Gabriel Mortola 14. Silvia Elizabeth Ocampo 15. Edgardo Daniel Solís                                                                                                |
|                                       |                                       | Unidad Correntina                     |                                       |                                       |                                       | |
| Total Unidad Correntina               | Total Unidad Correntina               | Total Unidad Correntina               |                                       |                                       | 0/15                                  | Ver candidatos: 1. Juan Bautista Gauto Avancini 2. Eladia Margarita Fernández 3. Facundo Luis Ríos 4. Mariela Yolanda Piriz 5. Miguel Ángel Pereyra 6. Gabriela Soledad Salinas 7. Héctor Ramón Florentín 8. Ramona Emilse Vargas 9. Fernando Andrés Tabaré 10. Maricel Oliva 11. Raúl Héctor Soveron 12. Susana Celestina Velozo 13. Paulo Simeón Martínez Luján 14. Daniela Florentín 15. Ramón Soveron |
|                                       | Cambiá Corrientes                     | Cambiá Corrientes                     |                                       |                                       | 0/15                                  | Ver candidatos: 1. Sergio Ariel Osuna 2. Lucía Fortunata Acevedo 3. Darío Alfredo González 4. María Helena Cabrera Romero 5. Máximo José Araujo 6. María de los Ángeles Molla 7. Vicente Rojas 8. Luciana Claudia Gómez 9. Alberto Ariel Domínguez Prieto 10. Hebe Vázquez Ojeda 11. Narciso Ramón Almirón 12. Aimara Surai Paniagua 13. Federico Sosa 14. Mirta Graciela Romero 15. Claudio Federico Toledo Martínez |
|                                       | Partido AHORA                         | Partido AHORA                         |                                       |                                       | 0/15                                  | Ver candidatos: 1. Marcela del Carmen Ojeda 2. José Antonio Rzepeki 3. Sofía Paola Medina 4. Félix Agustín Solís 5. Virginia Andrea Gallo 6. Gonzalo Irastorza González 7. Rosalía Beatriz Vásquez 8. Gonzalo Fabián Córdoba 9. María Ávalos 10. Pedro Gabriel Jalil Monzón 11. Betsabet Nazaret Carrillo 12. César Alberto Beloqui 13. Jaquelin Alejandra Gómez 14. Pedro Rubén Gómez 15. Gladys Elizabeth Pecar |
|                                       | Partido de la Esperanza               | Partido de la Esperanza               |                                       |                                       | 0/15                                  | Ver candidatos: 1. Adriana Leila Vega 2. José Ramírez 3. Raquel Miryan Serrano 4. Néstor Fabián Antoniol 5. Claudia Delfina Vallejos 6. Ernesto Daniel Fernández 7. Telma Susana Valdez 8. Guillermo Fernando Sánchez 9. Mariana Mercedes Antoniol 10. José Luis Segovia 11. Gregoria Godoy 12. Félix Adolfo Meza 13. Teresita Magdalena Jara 14. Magno Ruperto Carrizo 15. Francisca Cabral |
| Votos positivos                       |                                       |                                       |                                       |                                       |                                       | |
| Votos en blanco                       |                                       |                                       |                                       |                                       |                                       | |
| Votos nulos                           |                                       |                                       |                                       |                                       |                                       | |
| Participación                         |                                       |                                       |                                       |                                       |                                       | |
| Electores registrados                 | Electores registrados                 | Electores registrados                 |                                       | 100                                   |                                       | |
| Fuente:                               |                                       |                                       |                                       |                                       |                                       | |

### Cámara de Senadores
| ← 2023 · Cámara de Senadores · 2027 → | ← 2023 · Cámara de Senadores · 2027 → | ← 2023 · Cámara de Senadores · 2027 → | ← 2023 · Cámara de Senadores · 2027 → | ← 2023 · Cámara de Senadores · 2027 → | ← 2023 · Cámara de Senadores · 2027 → | ← 2023 · Cámara de Senadores · 2027 → |
| Partido/Alianza                       | Partido/Alianza                       | Partido/Alianza                       | Votos                                 | %                                     | Bancas                                | Candidatos |
| ------------------------------------- | ------------------------------------- | ------------------------------------- | ------------------------------------- | ------------------------------------- | ------------------------------------- | --- |
|                                       |                                       | Unión Cívica Radical                  |                                       |                                       |                                       | |
| Total Vamos Corrientes                | Total Vamos Corrientes                | Total Vamos Corrientes                |                                       |                                       | 0/5                                   | Ver candidatos: 1. Gustavo Valdés (UCR) 2. Silvia Patricia Galarza (PACo) 3. Henry Jorge Fick (UCR) 4. Ingrid Jetter (PRO) 5. Walter Andrés Chávez (UCR)             |
|                                       |                                       | Partido Justicialista                 |                                       |                                       |                                       | |
| Total Limpiar Corrientes              | Total Limpiar Corrientes              | Total Limpiar Corrientes              |                                       |                                       | 0/5                                   | Ver candidatos: 1. Román Naya 2. María Natalia Gómez (PyV) 3. Raúl Eduardo Hadad (PJ) 4. Patricia Fabiana Alegre (UCR) 5. Justo Alejandro Estoup                     |
|                                       |                                       | La Libertad Avanza                    |                                       |                                       |                                       | |
| Total La Libertad Avanza              | Total La Libertad Avanza              | Total La Libertad Avanza              |                                       |                                       | 0/5                                   | Ver candidatos: 1. Lucía Itatí Centurión (ELI) 2. Marcelo Eduardo Chaín (UniCo) 3. Silvana Belén Ponzio 4. Bernabé Marambio (LLA) 5. Natalia Verónica Carballo (LLA) |
|                                       |                                       | Encuentro por Corrientes              |                                       |                                       |                                       | |
| Total Encuentro por Corrientes        | Total Encuentro por Corrientes        | Total Encuentro por Corrientes        |                                       |                                       | 0/5                                   | Ver candidatos: 1. José Enrique Vaz Torres 2. María Eugenia Mancini Frati 3. Manuel Ignacio Aguirre 4. Nidia Rosa Vivas 5. Manuel García Olano                       |
|                                       | Cambiá Corrientes                     | Cambiá Corrientes                     |                                       |                                       | 0/5                                   | Ver candidatos: 1. Silvia Beatriz González 2. Mariano Alejandro Paniagua 3. Tatiana Marianela Ledesma Flores 4. José Manuel Mazantti 5. María del Carmen de Llano    |
|                                       | Partido AHORA                         | Partido AHORA                         |                                       |                                       | 0/5                                   | Ver candidatos: 1. Silvia Maricel Vallejo Añasco 2. Edgar Enrique Grat 3. Verónica Soledad de Almeida 4. Julio Eduardo Gerez 5. Inés Marta Meza Tanara               |
|                                       | Partido de la Esperanza               | Partido de la Esperanza               |                                       |                                       | 0/5                                   | Ver candidatos: 1. Andrés Fabián Barboza 2. Liliana Elizabeth Segovia 3. Ernesto Fernández 4. Betiana Carolina López Ortiz 5. Jorge Alberto Villalba                 |
| Votos positivos                       |                                       |                                       |                                       |                                       |                                       | |
| Votos en blanco                       |                                       |                                       |                                       |                                       |                                       | |
| Votos nulos                           |                                       |                                       |                                       |                                       |                                       | |
| Participación                         |                                       |                                       |                                       |                                       |                                       | |
| Electores registrados                 | Electores registrados                 | Electores registrados                 |                                       | 100                                   |                                       | |
| Fuente:                               |                                       |                                       |                                       |                                       |                                       | |